# Pagedale
Pagedale és una població dels Estats Units a l'estat de Missouri. Segons el cens del 2000 tenia 3.616 habitants.

## Demografia
Segons el cens del 2000, Pagedale tenia 3.616 habitants, 1.213 habitatges, i 891 famílies. La densitat de població era de 1.163,5 habitants per km².
Dels 1.213 habitatges en un 33,7% hi vivien nens de menys de 18 anys, en un 28,4% hi vivien parelles casades, en un 39% dones solteres, i en un 26,5% no eren unitats familiars. En el 22,3% dels habitatges hi vivien persones soles el 7,3% de les quals corresponia a persones de 65 anys o més que vivien soles. El nombre mitjà de persones vivint en cada habitatge era de 2,89 i el nombre mitjà de persones que vivien en cada família era de 3,4.
Per edats la població es repartia de la següent manera: un 31,2% tenia menys de 18 anys, un 9,6% entre 18 i 24, un 24,3% entre 25 i 44, un 22,7% de 45 a 60 i un 12,1% 65 anys o més.
L'edat mediana era de 34 anys. Per cada 100 dones de 18 o més anys hi havia 76,6 homes.
La renda mediana per habitatge era de 23.873 $ i la renda mediana per família de 25.917 $. Els homes tenien una renda mediana de 31.875 $ mentre que les dones 24.423 $. La renda per capita de la població era d'11.005 $. Entorn del 25,7% de les famílies i el 29,5% de la població estaven per davall del llindar de pobresa.

## Poblacions més properes
El següent diagrama mostra les poblacions més properes.